# Julia-Olefinierung
Bei der Julia-Olefinierung (auch Julia-Lythgoe-Olefinierung genannt) handelt es sich um eine Namensreaktion in der Organischen Chemie, die nach ihrem Entdecker dem französischen Chemiker Marc Julia benannt wurde. Sie ist eine chemische Reaktion von Phenylsulfonen mit Aldehyden oder Ketonen und dient der Herstellung von Alkenen. Die Julia-Olefinierung ist neben anderen Methoden ein Standard-Verfahren zur Herstellung von Kohlenstoff-Kohlenstoff-Doppelbindungen (Carbonyl-Olefinierung).

## Mechanismus
Im ersten Schritt wird das Phenylsulfon durch Butyllithium deprotoniert. Das Phenylsulfon-Anion reagiert nucleophil mit der Carbonylgruppe eines Aldehyds zu einem Alkoholat, welches in einem weiteren Schritt verestert wird. Der Ester wird mit Hilfe von Natriumamalgam [Na(Hg)] oder Samarium(II)-iodid zum Alken eliminiert.  Der exakte Mechanismus der Eliminierung ist unbekannt – jedoch ist davon auszugehen, dass der Mechanismus ein Radikalmechanismus unter Beteiligung eines Vinylradikals ist. Die folgende Abbildung zeigt, wie der Mechanismus nach der Literatur verläuft. Alle Schritte können als Eintopf-Reaktion durchgeführt werden. Es entstehen bei dieser Reaktion bevorzugt (E)-Alkene (trans-Alkene).
Die Konfiguration des erhalten Alkens hängt nicht von der Konfiguration des Sulfonintermediates ab und daher nimmt man an, dass sich auf der Stufe des Vinylradikals eine thermodynamisch stabile (E)-Konfiguration ausbilden kann.

## Varianten
Von der Julia-Reaktion ist nach Philip Kocienski eine Variante als Julia-Kocienski-Olefinierung bekannt. Das Nucleophil ist hier ein Tetrazol. Der Mechanismus ist der gleiche wie bei der Julia-Olefinierung. Die Reaktionsbedingungen können zwischen −70 °C mit Natrium-bis(trimethylsilyl)amid als Base und +70 °C mit Caesiumcarbonat als Base jeweils in THF variiert werden.